# ホールデン・バリーナ

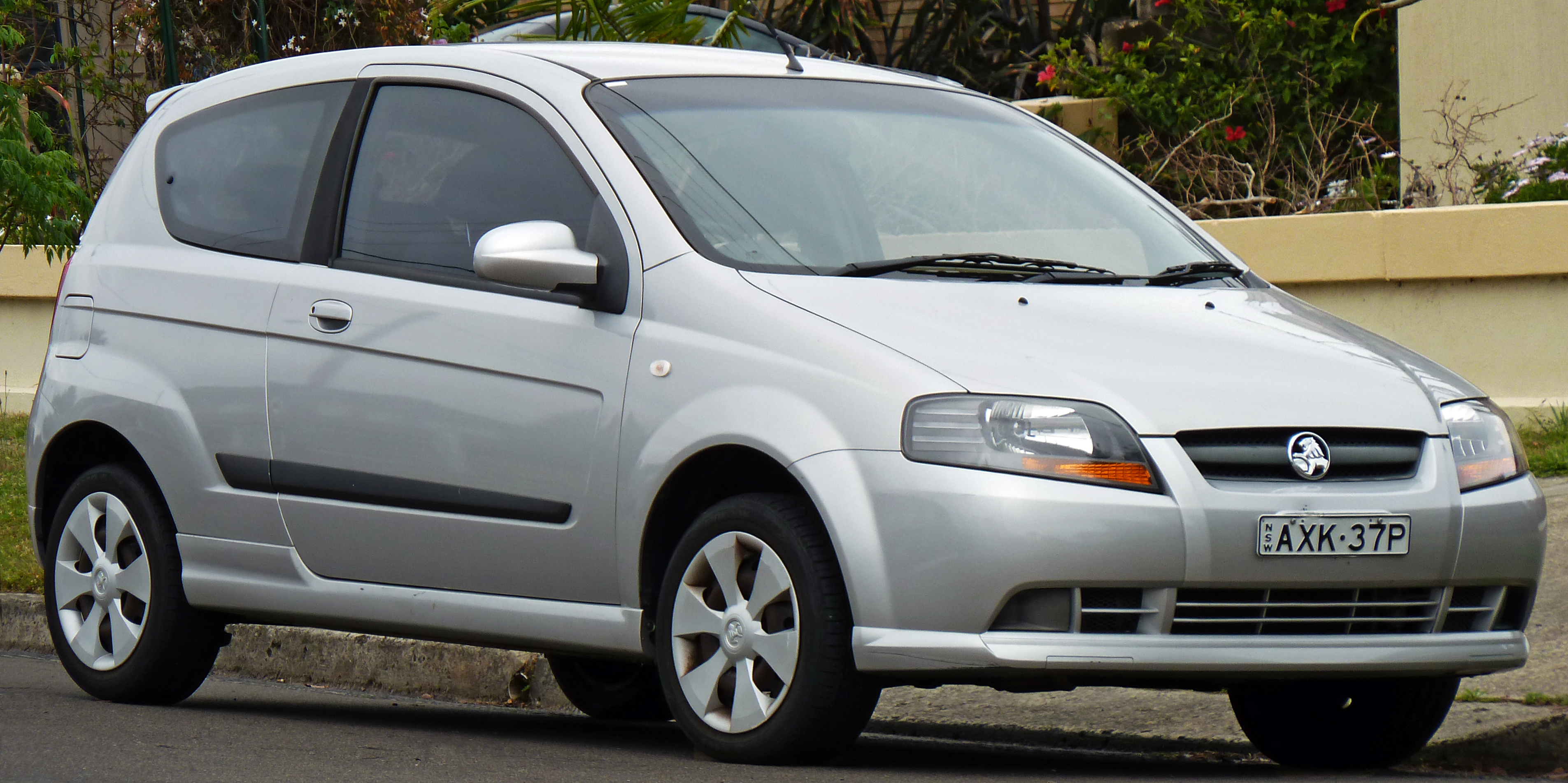
バリーナ　5ドアハッチバック
大宇・カロスのOEMである

バリーナ（Barina ）とはGM傘下のホールデンがオーストラリアとニュージーランドで発売している小型ハッチバックまたは小型セダンである。自社開発ではなくすべて他ブランドからのOEMないしバッジエンジニアリングモデルを輸入し販売している。

## 初代 MB,ML（1985年～1988年）
初代スズキ・カルタス（現地名:スイフト）のバッジエンジニアリングとして登場した。

## 2代目 MF,MH (1988年～1994年)
初代同様、2代目スズキ・カルタス（現地名:スイフト）のバッジエンジニアリング車を継続。

## 3代目 SB (1994年～2001年)
3代目はドイツのオペルからスペインで製造されるコルサBに変更。

## 4代目 XC（2001年～2005年）
3代目同様、オペルからOEM供給を受けたコルサC。2008年にオーストラリア・ニュージーランド政府が発行した「中古車の安全性ランキング」において「平均以上」と格付けされ、ANCAPの衝突安全テストにおいても、5つ星中4つ星を確保している。

## 5代目 TK（2005年～2011年）
急成長するオーストラリアの小型車市場で競争力を保つため、ライバルの1台であるヒュンダイ・ゲッツと同じ韓国製であるGM大宇のデーウ・カロスⅤ→デーウ・ジェントラX(T200)に切り替えられ、A$12,990～という安価な価格設定を実現したが、その結果ANCAPの衝突安全テストでは、先代(コルサC)より低い2つ星となってしまった。
2006年にバリーナ初のセダン仕様が登場。供給元はハッチバック同様GM大宇で、ベースはデーウ・ジェントラ。

なお、ジェントラは、元々カロスセダンの後継として登場した為、同じ5代目バリーナでありながら、韓国本国市場では新旧扱いとなってある。
2008年8月にマイナーチェンジが実施され、各種安全装備、高張力鋼を採用して構造が見直されたボディによりANCAP衝突安全テストで、再び4つ星を獲得した。

## 6代目 TM（2011年～2018年）
2011年7月メルボルンで開催されたオーストラリア・インターナショナル・モーターショーにて発表。5ドアハッチバックが同年10月から。4ドアセダンは翌2012年に2月に追加された。内容としては3代目シボレー・アベオとほぼ同じであり、すなわち同時期に日本市場にも導入されたシボレー・ソニックとホールデンのバッジ類などを除いてほぼ同じ車両となっているが、マニュアル・トランスミッションや1.4L ターボエンジンを搭載するRS(2013年6月追加)も選べるなどグレード展開がより充実している。